# Revolución Cantada
La Revolución Cantada es un término para referirse a los sucesos ocurridos entre 1987 y 1991 que concluyeron con la reinstauración de la independencia de los estados bálticos: Estonia, Letonia y Lituania. Las tres repúblicas fueron anexionadas por la Unión Soviética durante la Segunda Guerra Mundial, primero en virtud del pacto «Ribbentrop-Mólotov» (1940) y más tarde con la ocupación de esos territorios en 1944 tras la invasión alemana de la Unión Soviética.
El término fue acuñado por el activista estonio Heinz Valk, quien lo utilizó en un artículo sobre las manifestaciones de junio de 1988 en el Auditorio de la Canción de Tallin (Lauluväljak), donde se cantaban canciones patrióticas estonias para reivindicar la independencia del país.

## Contexto

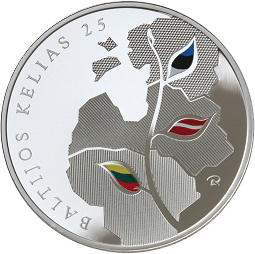
Moneda conmemorativa de la Cadena Báltica de 1989 con las tres repúblicas bálticas: Estonia, Letonia y Lituania.

En el transcurso de la Segunda Guerra Mundial, los países bálticos —Estonia, Letonia y Lituania— habían sido ocupados en tres ocasiones: en 1940 por la Unión Soviética, en virtud del protocolo adicional secreto «Ribbentrop-Mólotov»; en 1941 por el ejército de la Alemania nazi, y en 1944 de nuevo por los soviéticos tras la ofensiva del Báltico. Aunque las tres repúblicas bálticas eran estados independientes desde finales de la década de 1910, la URSS consideró la anexión de iure de dichos territorios como una «liberación» de las tropas del Eje. La mayoría de gobiernos occidentales, encabezados por Estados Unidos y Reino Unido, se negaron a darle reconocimiento internacional. Con el paso del tiempo, el gobierno soviético propició la migración de rusos a esos territorios.
Durante la segunda mitad de los años 1980, la URSS dio comienzo a un proceso de apertura política (glásnost) y reestructuración económica (perestroika) liderado por Mijaíl Gorbachov. Las reformas pretendían la reorganización del sistema socialista para poder conservarlo, pero coincidieron con una grave crisis económica y una serie de revoluciones en el bloque del Este que dejaron a los soviéticos sin aliados y al borde de la desintegración de la Unión Soviética. Igual que otras repúblicas socialistas, las repúblicas bálticas aprovecharon la situación para reclamar su independencia de la URSS.
Aunque cada país siguió su propio camino, los hechos ocurridos tuvieron una serie de denominadores comunes que propiciaron el término «Revolución Cantada» para referirse específicamente a ellos:
- La reinstauración de la independencia conquistada en 1918.
- La defensa de la democracia y derechos humanos, en contraposición al sistema político de la URSS.
- El protagonismo de la cultura local y de los Festivales de Cantos y Danzas Bálticos.
- El establecimiento de elecciones competitivas en la URSS, con la creación del Congreso de los Diputados del Pueblo.

La mayor acción común de las tres repúblicas bálticas fue la Cadena Báltica del 23 de agosto de 1989, cuando más de un millón de personas formaron una cadena humana a lo largo de 600 kilómetros desde Tallin hasta Vilna. Una semana antes de la protesta, la URSS había admitido la existencia del protocolo Ribbentrop-Mólotov, pero continuaba insistiendo en que los tres estados se habían adherido voluntariamente a la Unión Soviética.
La Unión Soviética terminó reconociendo la independencia de las tres repúblicas bálticas el 6 de septiembre de 1991. Tras ese anuncio, Estonia, Letonia y Lituania ingresaron en la Organización de las Naciones Unidas el 17 de septiembre.

## Estonia

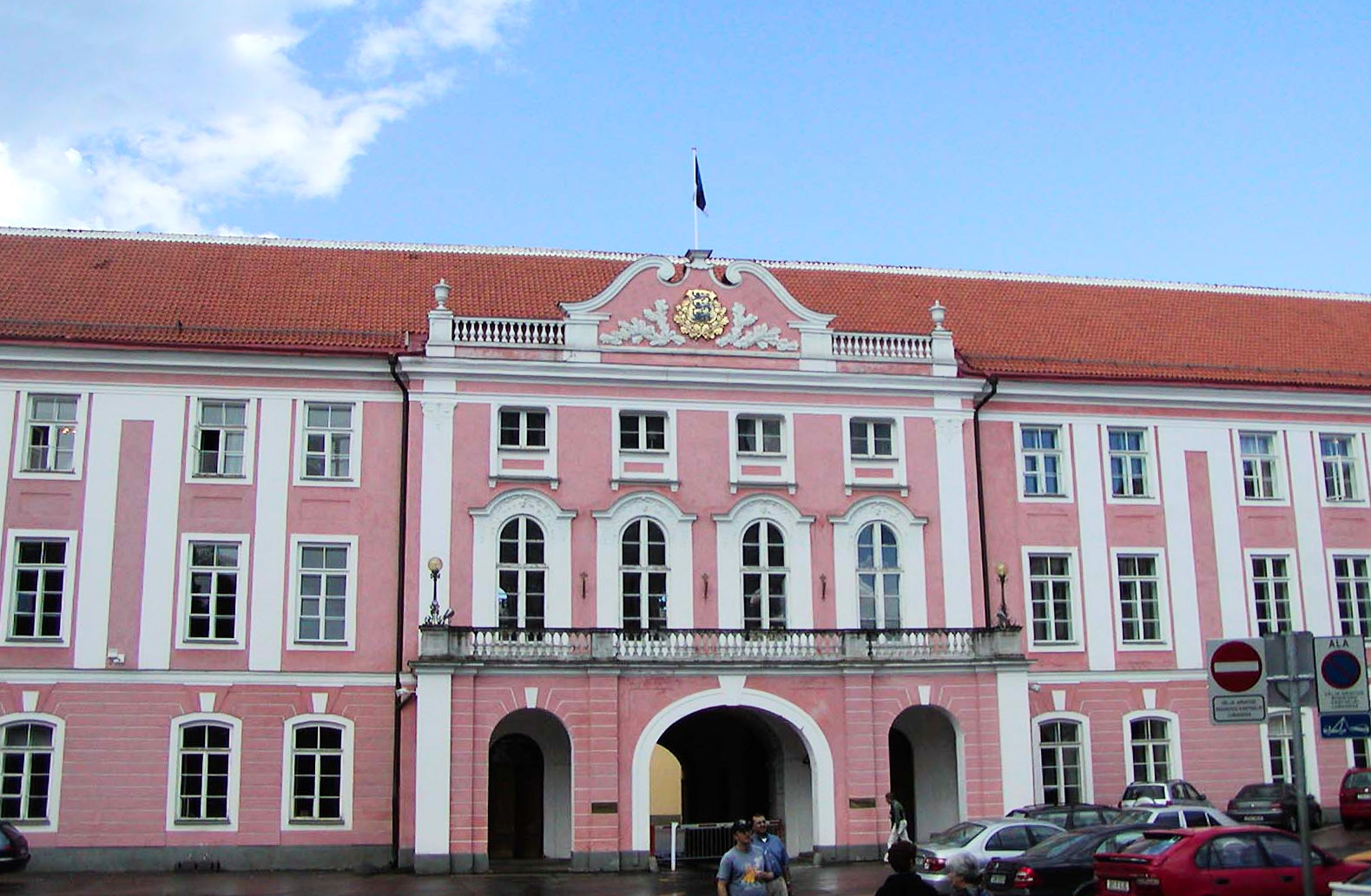
Fachada del Parlamento de Estonia, frente al que se situaron muchas de las barricadas en prevención de posibles ataques soviéticos en 1991.

Con la aprobación de las reformas políticas en la URSS, se multiplicaron las manifestaciones de oposición política en la RSS de Estonia. Una de las primeras se produjo en la primavera de 1987, cuando una asociación ciudadana de Tartu consiguió detener los planes del gobierno soviético de crear nuevas minas de fosfato, mediante resistencia no violenta. El éxito de la manifestación animó a los grupos en defensa de los derechos humanos y a los nacionalistas estonios para organizarse por la reinstauración de la independencia.
En el verano de 1987 hubo dos importantes movimientos organizativos. Por un lado, la creación de la Asociación por la Publicación del Pacto de Ribbentrop-Mólotov (MRP-AEG), encabezada por disidentes políticos y apoyada públicamente por congresistas de los Estados Unidos. Y por otro lado, una carta abierta en la que políticos del Partido Comunista de la RSS de Estonia (EKP) reclamaban la transición hacia una autonomía real, algo que propició un debate interno en el seno del partido. El 21 de octubre hubo una marcha en Võru para conmemorar a los caídos en la Guerra de Independencia de 1918 donde las autoridades permitieron banderas tricolores de Estonia, hasta entonces prohibidas.
Las concentraciones propiciaron que las premisas nacionalistas e independentistas fuesen asumidas por numerosos miembros del EKP. El 13 de abril de 1988, el dirigente Edgar Savisaar anunció en televisión la creación del Frente Popular de Estonia (Rahvarinne), en origen un grupo «de apoyo a la perestroika» que al poco tiempo se convirtió en la principal organización por la independencia de Estonia, responsable de la mayoría de marchas. Uno de sus líderes fue Lennart Meri, posterior presidente estonio de 1992 a 2001. 

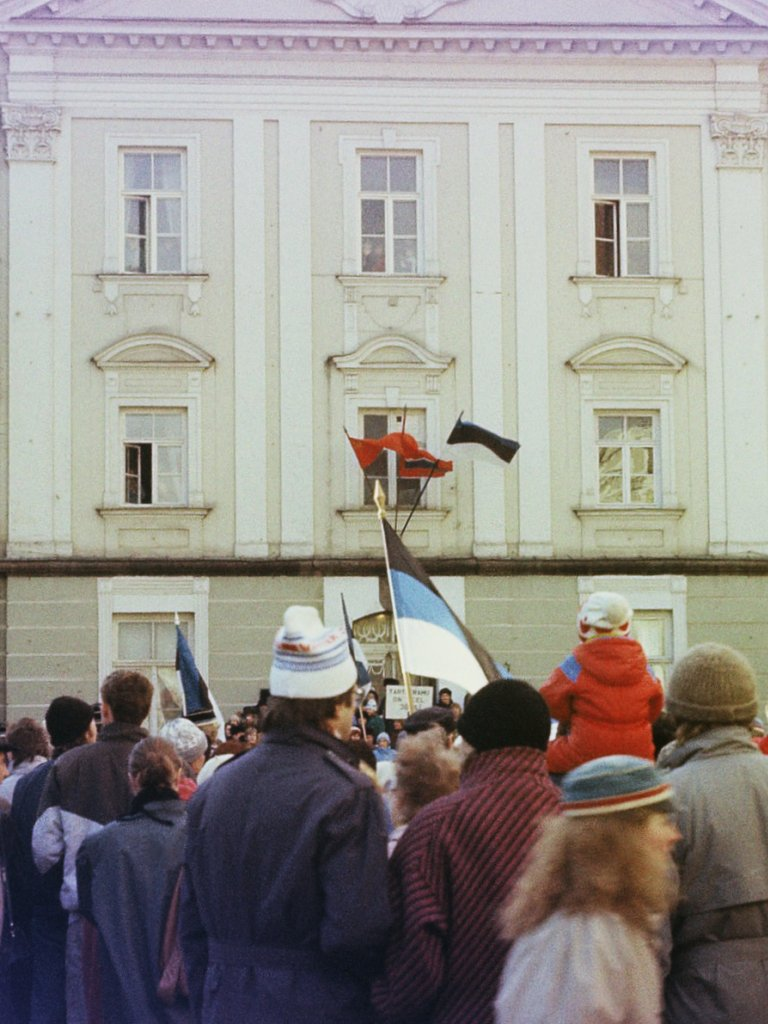
Manifestantes en Tartu (1989).

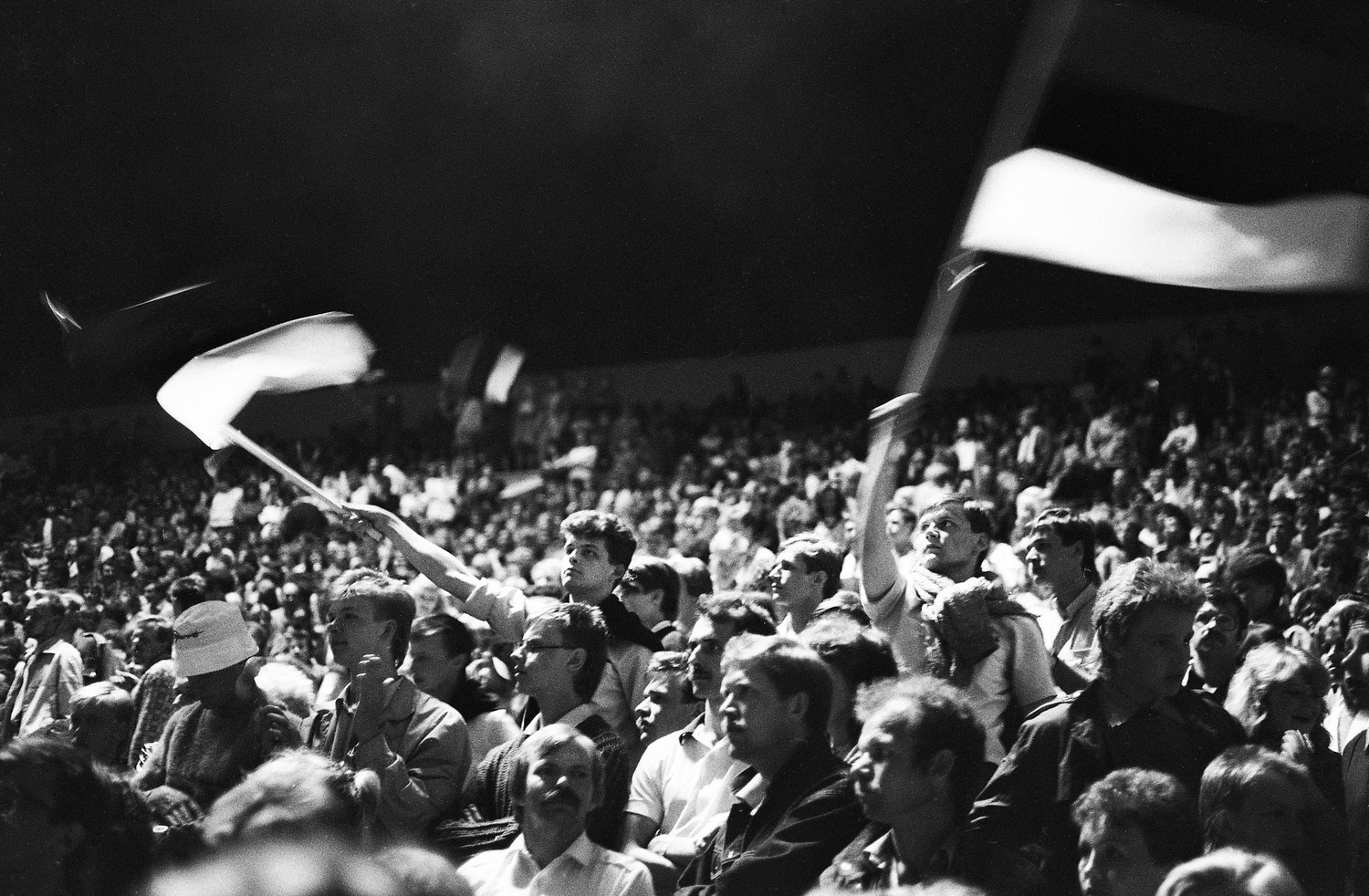
Festival de la Canción Estona (1988)

Un punto de inflexión en los movimientos populares fue la celebración del tradicional Festival de la Canción Estona (Laulupidu) de junio de 1988. Cerca de 100.000 personas cantaron himnos y canciones patrióticas, algunas de ellas prohibidas. Tras el festival, el Partido Comunista de la URSS cesó a Karl Vaino, miembro del sector más conservador, y nombró como nuevo Primer Secretario del EKP a Vaino Väljas, próximo al nacionalismo. En septiembre del mismo año, el Frente Popular organizó otro festival musical en Tallin (Eestimaa laul) al que asistieron cerca de 300.000 personas, lo que suponía una quinta parte de la población. La naturaleza artística de las marchas propició que Heinz Valk acuñara el término «Revolución Cantada» para referirse a la situación política del Báltico.
Después de que Gorbachov anunciase la creación del Congreso de los Diputados del Pueblo de la URSS, el Sóviet Supremo de Estonia funcionó como una verdadera cámara legislativa regional. Entre las leyes aprobadas cabe destacar la declaración de soberanía (16 de noviembre de 1988), la aprobación del estonio como lengua oficial (enero de 1989), la ley de independencia económica (mayo de 1989, aceptada por la URSS) y las leyes de residencia para votar en las siguientes elecciones (agosto de 1989). El 24 de febrero de 1989 se alzó por primera vez la bandera tricolor en la torre del Pikk Hermann, y el 26 de marzo hubo elecciones al Congreso de los Diputados en las que los candidatos adscritos al Frente Popular obtuvieron mayoría.
Al margen de las instituciones soviéticas, en febrero de 1989 se estableció un movimiento ciudadano, conocido como Congreso de Ciudadanos Estonios, en el que podían registrarse cualquier ciudadano estonio por ius sanguinis y aspirantes a la ciudadanía, lo cual dejaba fuera al resto (principalmente, estonios rusos). Un año después había inscritas más de 600.000 personas. El Congreso de Estonia, celebrado del 11 al 12 de marzo, contó con 499 representantes.
El 18 de marzo de 1990 se celebraron elecciones legislativas democráticas —las primeras desde 1932— en las que los favorables a la independencia obtuvieron 73 de los 105 escaños en juego. Se eligió como presidente del Sóviet Supremo al excomunista Arnold Rüütel, mientras que Edgar Savisaar fue nombrado primer ministro. Pese a las advertencias de Moscú, Estonia hizo una primera declaración de independencia el 8 de mayo de 1990, aunque en unos términos más suaves que la lituana al mantener la Constitución de la URSS mientras se redactaba la estonia. La URSS no reconoció esa votación. Después de que los tanques soviéticos irrumpiesen en Lituania en enero de 1991, los estonios organizaron laberínticas barricadas alrededor del parlamento. Por su parte, Rüütel y Savisaar priorizaron las relaciones diplomáticas con el presidente del Soviet Supremo de Rusia, Borís Yeltsin, para que intercediera ante Gorbachov y evitara así un derramamiento de sangre.
El 3 de marzo de 1991 la declaración de independencia fue aprobada en referéndum con un alto porcentaje de apoyo (78%) y participación (82% del censo). La consulta se celebró dos semanas antes del referéndum sobre el futuro de la URSS. Aunque la URSS trató de mantener el control de la situación, el 19 de agosto hubo un intento de golpe de Estado que precipitó los acontecimientos. Al día siguiente, el 20 de agosto de 1991, el parlamento proclamó la restauración de la independencia de la República de Estonia. Rusia y la Comunidad Europea la reconocieron en una semana, mientras que la URSS lo hizo el 6 de septiembre.
La prudencia estratégica de los estonios propició que el país consiguiera la independencia sin lamentar víctimas mortales, siendo la única república exsoviética donde eso ha ocurrido.

## Letonia

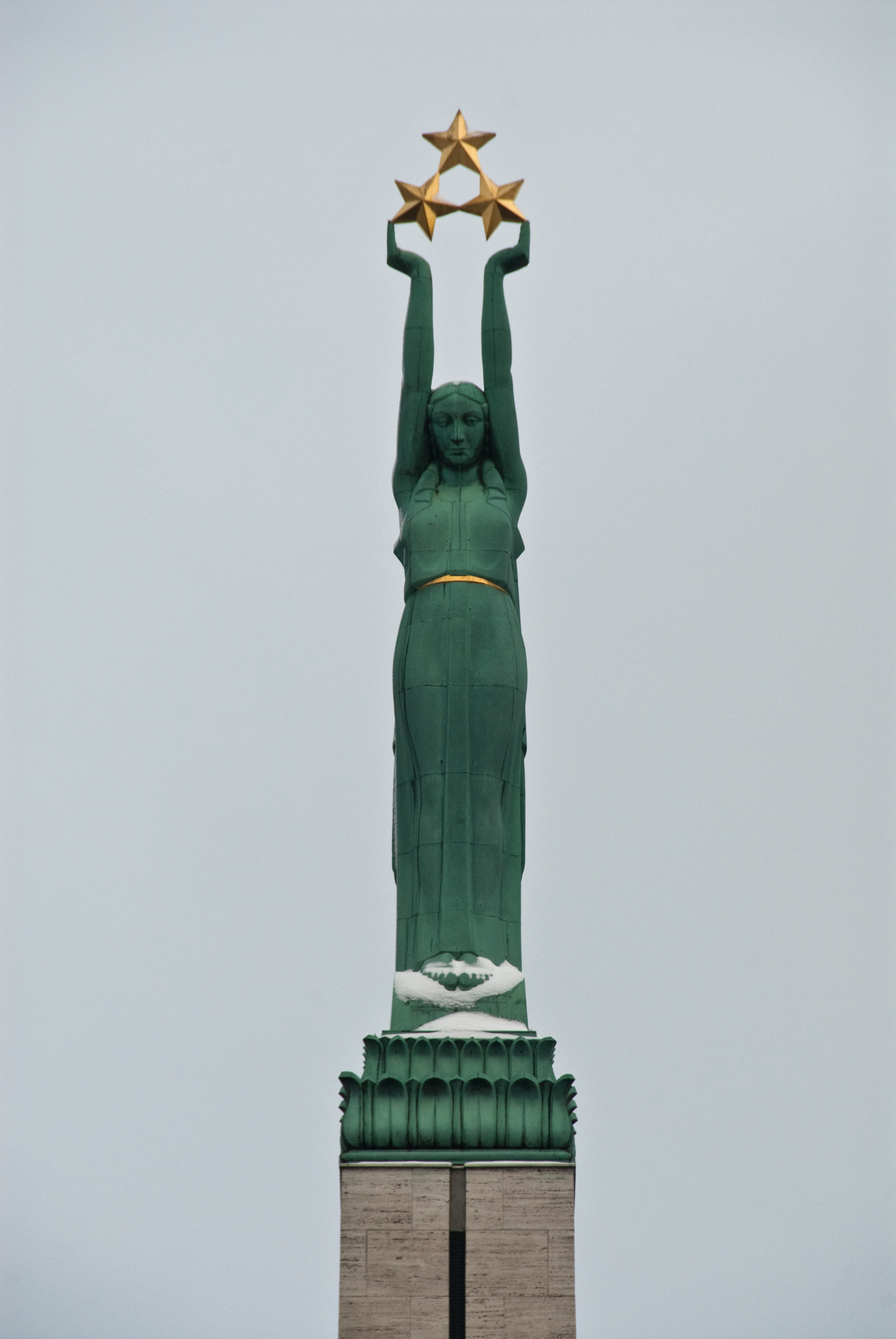
Monumento a la Libertad de Riga, en honor a los caídos en la guerra de independencia de 1918.

El movimiento nacionalista en la RSS de Letonia fue denominado «Tercer Despertar Nacional» (latviešu tautas atmoda), en continuación de los Jóvenes Letones (década de 1850) y de la proclamación de independencia de 1918. Igual que sucedió en Estonia, las movilizaciones surgieron a raíz de una protesta ciudadana tolerada en la glásnost: en 1986 un grupo de ciudadanos fundó la ONG «Club de Protección Medioambiental» (VAK, por sus siglas en letón) contra la construcción de una central hidroeléctrica sobre el río Daugava. Un joven periodista, Dainis Īvāns, logró reunir más de 30.000 firmas que forzaron la cancelación del proyecto. Ese éxito fue emulado por los nacionalistas letones, que se reorganizaron en el colectivo «Helsinki-86» para reclamar derechos humanos y la reinstauración de la soberanía.
El 14 de junio de 1987, los miembros de Helsinki-86 organizaron una ofrenda floral en el Monumento a la Libertad de Riga, símbolo de la independencia de Letonia, en homenaje a los letones que fueron deportados ese mismo día en 1941 y a la que asistieron 5000 personas. La sociedad trató de repetirlo el 23 de agosto para denunciar el protocolo «Ribbentrop-Mólotov», pero esta vez la multitud fue dispersada con chorros de agua. Con el paso del tiempo, Helsinki-86 fue desplazado por diferentes movimientos nacionalistas y por debates en el seno del Partido Comunista de la RSS de Letonia sobre la protección de idioma letón, la rusificación y la soberanía económica.
La música también jugó un papel importante en el despertar nacional, con dos eventos destacados: el estreno de la ópera rock Lāčplēsis —basada en el héroe nacional—, y la celebración del Festival de la Canción y Danza de Letonia en 1990.
El 8 de octubre de 1988 fue fundado el Frente Popular de Letonia (LTF, Latvijas Tautas fronte) que aglutinaría a los distintos grupos nacionalistas. La formación estaba liderada por Dainis Īvāns y contó desde el principio con el beneplácito de miembros moderados del LKP, entre ellos el presidente del Soviet Supremo Anatolijs Gorbunovs. En menos de un año se superaron los 250.000 miembros, en su gran mayoría de etnia letona. Y aunque el LTF contemplaba al principio distintas sensibilidades, a partir de 1989 defendería la independencia como única solución. Esto provocó que muchas personas de etnia rusa, llegadas durante la rusificación, fuesen más favorables al Inferfront, un movimiento popular prosoviético.
En el plano político, los nacionalistas letones habían conseguido que la mayoría de miembros del LKP apoyasen sus postulados y rompieran con el PCUS a partir de 1990. E igual que sucedió en Estonia, se estableció un Comité de Ciudadanos al que podían registrarse letones por ius sanguinis. En las elecciones al Sóviet Supremo de marzo, el Frente Popular obtuvo mayoría absoluta con 134 de los 200 escaños en juego, más de dos tercios. El reformista Anatolijs Gorbunovs fue nombrado presidente, mientras que Ivars Godmanis, líder del LTF, asumió como primer ministro. La cámara principal pasó a llamarse «Consejo Supremo de la República de Letonia» hasta la reinstauración de la Saeima.

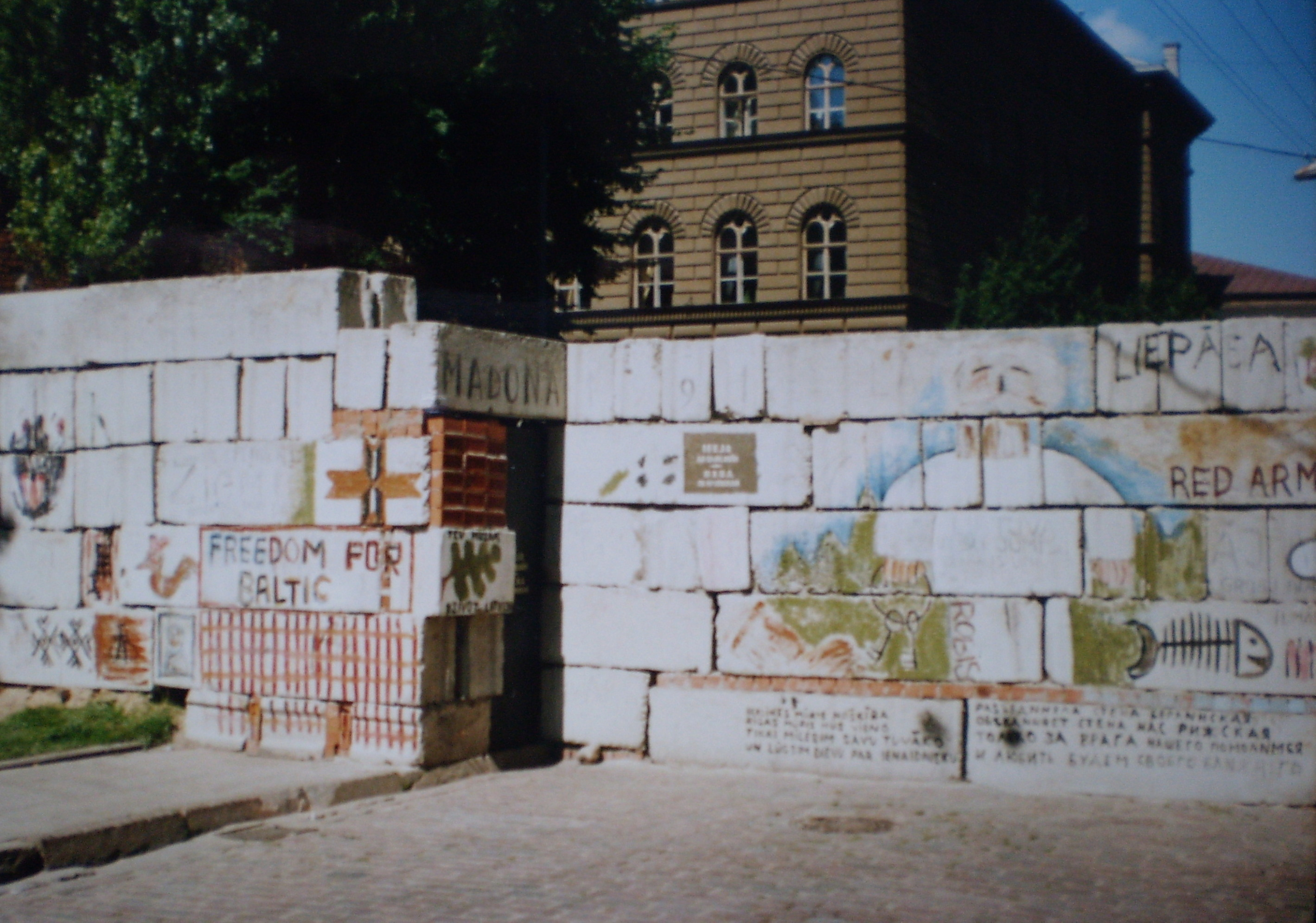
Barricada frente al parlamento (1991).

Siguiendo los pasos de Lituania, el 4 de mayo de 1990 el Consejo Supremo aprobó el «inicio de la reinstauración de la independencia de Letonia», la recuperación de la Constitución de Letonia de 1922 y una relación exterior con la URSS basada en el Tratado de Riga. Además, el letón pasó a ser la única lengua oficial. A pesar de que los letones desarrollaron una nueva legislación para garantizar el éxito de la independencia, la URSS se negó a reconocerles y prestó apoyo a fuerzas prosoviéticas letonas para derrocar al nuevo gobierno. Durante los meses siguientes se produjo la llegada de miembros del KGB y del OMON (boinas negras) a distintas ciudades del país, en las que incluso se produjeron altercados.
El ataque de las tropas soviéticas en Lituania del 11 de enero de 1991 precipitó los acontecimientos. Ante el temor de que lo mismo pudiera suceder en Letonia, el Frente Popular pidió a los ciudadanos que montaran barricadas para defender las instituciones. Aunque la premisa era la resistencia no violenta, hubo seis víctimas mortales en los enfrentamientos, cinco de ellas tras la toma del Ministerio del Interior por parte del OMON.
El 3 de marzo de 1991, la declaración de independencia fue aprobada en referéndum con un alto porcentaje de apoyo (74%) y participación (87,6%). La consulta se celebró dos semanas antes del referéndum sobre el futuro de la URSS. Finalmente, el intento de golpe de Estado del 20 de agosto llevó a que el Gobierno de Letonia proclamara, al día siguiente, la «culminación del proceso de independencia». Rusia y la Comunidad Europea la reconocieron en una semana, mientras que la URSS lo hizo el 6 de septiembre.

## Lituania

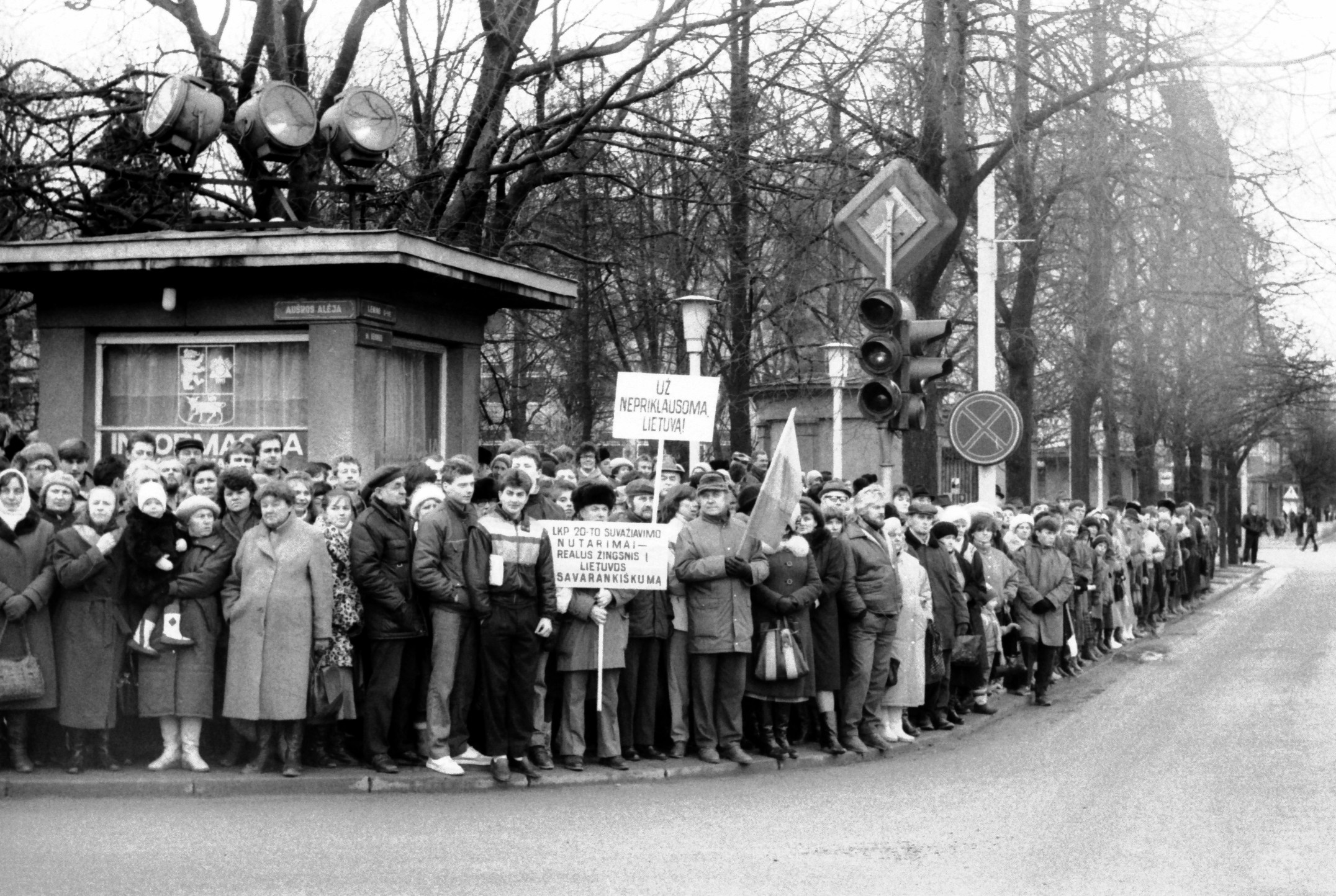
Manifestación de independentistas lituanos en Šiauliai, en enero de 1990.

De las tres naciones bálticas, la RSS de Lituania fue la primera en completar la Revolución Cantada. A pesar de las tímidas reformas de Gorbachov, el Partido Comunista de la RSS de Lituania estuvo dirigido por líderes que se negaban a desarrollarlas: Petras Griškevičius (1974-1987) y Ringaudas Songaila (1987-1988). La actividad disidente se limitaba entonces a organizaciones clandestinas como la Liga Libertaria de Lituania (LLL), que protagonizó las primeras protestas nacionalistas, o el Comité de Defensa de los Derechos Religiosos.
El 3 de junio de 1988, se creó un grupo de apoyo a la glásnost, el Movimiento Reformista de Lituania (más conocido por Sąjūdis), liderado por el profesor Vytautas Landsbergis, que acabaría canalizando las movilizaciones populares. Entre otros aspectos reclamaban el cumplimiento de los derechos humanos, el lituano como idioma oficial, la libertad de culto y el cierre de la Central Nuclear de Ignalina. El Sąjūdis era más moderado que el LLL y obtuvo un mayor apoyo social desde el principio, incluso entre miembros del LKP como Algirdas Brazauskas.
Lituania venía celebrando festivales de cantos y danzas tradicionales desde 1924, por lo que la tradición musical tuvo su reflejo en las protestas. Los manifestantes acudían al parque Vingio para cantar no solo himnos patrióticos tradicionales, sino también himnos católicos. Algunos intérpretes de la época adaptaron textos de poetas nacionales como Bernardas Brazdžionis y Justinas Marcinkevičius. Y en el Festival de Coros de Lituania de 1988, los intérpretes enarbolaron banderas tricolores por primera vez.
Después de que las autoridades soviéticas reprimieran con violencia una marcha del LLL, Songalia fue cesado y el PCUS nombró al moderado Algirdas Brazauskas al frente del LKP. A partir de esa fecha se produjeron concesiones: el 21 de octubre de 1988 se devolvió la catedral de Vilna a la comunidad católica, y el 20 de marzo de 1989 se recuperaron la bandera e himno de la Lituania independiente.
En las elecciones al Congreso de los Diputados del Pueblo de la Unión Soviética de marzo de 1989, todos los miembros electos estaban vinculados directa o indirectamente al Sąjūdis. La cámara lituana hizo una declaración de soberanía en mayo de 1989, y seis después, tras el éxito de la Cadena Báltica, el LKP se desligó del PCUS y renunció al monopolio de poder que ostentaba, permitiendo elecciones legislativas pluripartidistas. Los miembros adscritos al Sąjūdis —que rechazó constituirse en partido político— prometieron una declaración inmediata y se oponían a cualquier negociación con Moscú. Al final, en los comicios al Sóviet Supremo del 24 de febrero de 1990, el Sąjūdis obtuvo 91 de los 135 escaños en juego. Vytautas Landsbergis fue elegido presidente del nuevo gobierno.
El 11 de marzo de 1990, el nuevo Consejo Supremo aprobó la «Declaración de Restablecimiento de Independencia del Estado de Lituania», con 124 diputados a favor, seis abstenciones y ningún voto en contra. Lituania se convirtió así en la primera república que anunciaba su independencia de la Unión Soviética. El documento suscitó un enfrentamiento directo con Moscú al rechazar por completo su autoridad, asegurando que la declaración de 1918 «nunca perdió su valor legal y constituye la fundación constitucional». Además de no obtener reconocimiento internacional, la URSS impuso en abril un bloqueo económico que duró tres meses. El parlamento lituano accedió a suspender la declaración de independencia unos cien días para negociar con la URSS, pero no hubo avances significativos y la crisis económica y social se agravó. Ante esa situación, Landsbergis pidió a los independentistas que organizaran escudos humanos para defender las instituciones. Por otro lado, se creó un Comité de Defensa paramilitar liderado por Audrius Butkevičius que pudiera prevenir cualquier ataque externo.

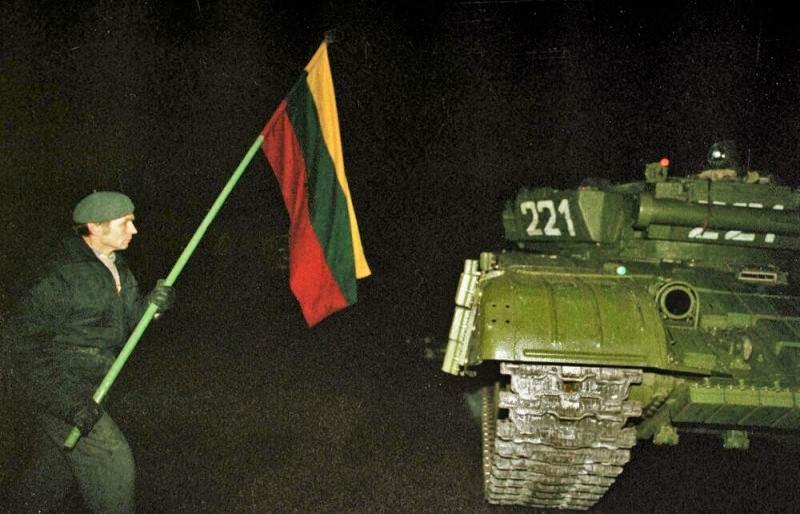
Un manifestante lituano se enfrenta a los tanques del ejército soviético (1991).

Finalmente, el 11 de enero de 1991, la URSS inició una intervención militar para recuperar el control. El Ejército Soviético tomó por asalto la radiotelevisión lituana y la torre de televisión de Vilna, aunque no pudieron hacerse con el parlamento por una masiva contramanifestación ciudadana. En total fallecieron 14 personas —trece manifestantes y un soldado del KGB por fuego amigo— y otras 700 resultaron heridas. Una década después, Butkevičius reconoció en una entrevista que sus francotiradores habían disparado contra la muchedumbre en la torre de TV para hacer creer que el KGB les había atacado. Por otro lado, tropas del OMON habían matado a ocho guardias del Cuerpo Fronterizo Lituano en Medininkai.
El 9 de febrero de 1991, se celebró el referéndum de independencia con un alto porcentaje de apoyo (93%) y participación (84,7%).
Los llamados «Sucesos de Enero» (Sausio įvykiai) fueron un punto de inflexión para que las repúblicas bálticas tuvieran reconocimiento. Islandia apoyó la independencia de Lituania el 11 de febrero de 1991 y fue seguida por Dinamarca dos semanas más tarde. Sin embargo, la mayoría de la comunidad internacional solo lo hizo después del intento de golpe de Estado en la URSS; el 20 de agosto, Letonia y Estonia siguieron los pasos de Lituania. Rusia y la Comunidad Europea reconocieron a los tres nuevos estados, mientras que la URSS lo hizo el 6 de septiembre.